# آپاچی کسندرا
آپاچی کسندرا (انگلیسی: Apache Cassandra) یک سیستم  مدیریت پایگاه داده NoSQL توزیع شدهٔ آزاد و متن‌باز می‌باشد که به منظور مدیریت حجم عظیمی از داده‌ها بر روی سرور‌های معمولی،با فراهم ساخت قابلیت دسترسی بالا و عدم وجود نقطه شکست واحد طراح شده است.